# Máximo González
Máximo González Mereira (* 20. července 1983 Tandil) je argentinský profesionální tenista. Ve své dosavadní kariéře na okruhu ATP Tour vyhrál devatenáct deblových turnajů včetně Cincinnati Masters. Na challengerech ATP získal sedmnáct titulů ve dvouhře a dvacet devět ve čtyřhře.
Na žebříčku ATP byl ve dvouhře nejvýše klasifikován v červenci 2009 na 58. místě a ve čtyřhře pak v září 2023 na 10. místě. Trénují ho Martín Rodriguez s Cristianem Genessiem. Dříve tuto roli plnil Sebastian Prieto.
V argentinském daviscupovém týmu debutoval v roce 2017 astanskou světovou baráží proti Kazachstánu, v níž s Andresem Moltenim prohráli čtyřhru. Argentinci odešli poraženi 2:3 na zápasy. Do září 2025 v soutěži nastoupil k devatenácti mezistátním utkáním s bilancí 0–0 ve dvouhře a 10–9 ve čtyřhře.
Argentinu reprezentoval na Letních olympijských hrách 2016 v Riu de Janeiru, kde do mužské čtyřhry nastoupil s Juanem Martínem del Potrem. Ve druhém kole podlehli pozdějším olympijským vítězům Marcu Lópezovi s Rafaelem Nadalem ze Španělska. Zúčastnil se také pařížských Her XXXIII. olympiády. V deblu s Moltenim i smíšené soutěži po boku Podoroské vypadli v úvodním kole. 

## Tenisová kariéra
V grandslamové čtyřhře si zahrál s krajanem Juanem Mónacem semifinále US Open 2008 a čtvrtfinále French Open 2014. Po boku Chilana Nicoláse Jarryho dohráli ve čtvrtfinálové fázi French Open 2018. Ve dvouhře se nejdále probojoval do třetího kola French Open 2009, v němž nestačil na Španěla Tommyho Robreda.
S krajanem Andrésem Moltenim vyhráli od říjnového Gijón Open 2022 osm finále v řadě, na turnajích, kde do závěrečného duelu čtyřhry postoupili. Poslední, osmý triumf v rámci této šňůry získali na dubnovém Barcelona Open Banco Sabadell 2024, kde obhájili titul z předchozího ročníku. V rozhodujícím utkání zdolali Monačana Huga Nyse s Polákem Janem Zielińskim po dvousetovém průběhu. Již v semifinále dosáhl jubilejního 200. vítězství ve čtyřhře okruhu ATP.
První Masters, a celkově sedmnáctý deblový titul ATP, vybojoval s Moltenim na srpnovém Western & Southern Open 2023 v Cincinnati. V závěrečném zápase přehráli Brita Jamieho Murrayho s Novozélanďanem Michaelem Venusem. V rozhodujícím supertiebreaku přitom odvrátili mečbol. V následném vydání deblového žebříčku se posunul na nové maximum, když mu 21. srpna 2023 patřilo 12. místo. Po zářijovém US Open 2023 vstoupil do první světové desítky, kterou uzavíral. Série osmifinálové neporazitelnosti skončila na říjnovém Rolex Shanghai Masters 2024, kde s Moltenim podlehli nizozemsko-chorvatské dvojici Wesley Koolhof a Nikola Mektić. V utkání nevyužili ani jeden ze šesti brejkbolů.

## Finále na okruhu ATP Tour

### Čtyřhra: 27 (19–8)
| Legenda (před / od 2009)                           |
| -------------------------------------------------- |
| Grand Slam (0)                                     |
| Turnaj mistrů (0)                                  |
| ATP Masters Series / ATP Tour Masters 1000 (1–1)   |
| ATP International Series Gold / ATP Tour 500 (5–0) |
| ATP International Series / ATP Tour 250 (13–7)     |

| Tituly dle povrchu |
| ------------------ |
| tvrdý (4–1)        |
| antuka (14–6)      |
| tráva (1–1)        |
| koberec (0–0)      |

| Tituly dle prostředí |
| -------------------- |
| venku (16–8)         |
| hala (3–0)           |

| Stav      | č.  | datum          | turnaj                          | kategorie     | povrch     | spoluhráč         | soupeři ve finále                             | výsledek                   |
| --------- | --- | -------------- | ------------------------------- | ------------- | ---------- | ----------------- | --------------------------------------------- | -------------------------- |
| Finalista | 1.  | únor 2008      | Santiago, Chile                 | International | antuka     | Juan Mónaco       | José Acasuso Sebastián Prieto                 | 6–1, 3–0skreč              |
| Vítěz     | 1.  | duben 2008     | Valencie, Španělsko             | International | antuka     | Juan Mónaco       | Travis Parrott Filip Polášek                  | 7–5, 7–5                   |
| Vítěz     | 2.  | červenec 2015  | Umag, Chorvatsko                | ATP 250       | antuka     | André Sá          | Mariusz Fyrstenberg Santiago González         | 4–6, 6–3, [10–5]           |
| Vítěz     | 3.  | duben 2016     | Marrákeš, Maroko                | ATP 250       | antuka     | Guillermo Durán   | Marin Draganja Ajsám Kúreší                   | 6–2, 3–6, [10–6]           |
| Vítěz     | 4.  | bezen 2018     | Sao Paolo, Brazílie             | ATP 250       | antuka (h) | Federico Delbonis | Wesley Koolhof Artem Sitak                    | 6–4, 6–2                   |
| Finalista | 2.  | únor 2019      | Córdóba, Argentina              | ATP 250       | antuka     | Horacio Zeballos  | Roman Jebavý Andrés Molteni                   | 4–6, 6–7(4–7)              |
| Vítěz     | 5.  | únor 2019      | Buenos Aire, Argentina          | ATP 250       | antuka     | Horacio Zeballos  | Diego Schwartzman Dominic Thiem               | 6–1, 6–1                   |
| Vítěz     | 6.  | únor 2019      | Rio de Janeiro, Brazílie        | ATP 500       | antuka     | Nicolás Jarry     | Thomaz Bellucci Rogério Dutra da Silva        | 6–7(3–7), 6–3, [10–7]      |
| Vítěz     | 7.  | březen 2019    | Sao Paolo, Brazílie (2)         | ATP 250       | antuka (h) | Federico Delbonis | Luke Bambridge Jonny O'Mara                   | 6–4, 6–3                   |
| Finalista | 3.  | červen 2019    | Eastbourne, Velká Británie      | ATP 250       | tráva      | Horacio Zeballos  | Juan Sebastián Cabal Robert Farah             | 6–3, 6–7(4–7), [6–10]      |
| Vítěz     | 8.  | leden 2020     | Adelaide, Austrálie             | ATP 250       | tvrdý      | Fabrice Martin    | Ivan Dodig Filip Polášek                      | 7–6(14–12), 6–3            |
| Vítěz     | 9.  | březen 2021    | Santiago, Chile                 | ATP 250       | antuka     | Simone Bolelli    | Federico Delbonis Jaume Munar                 | 7–6(7–4), 6–4              |
| Finalista | 4.  | květen 2021    | Ženeva, Švýcarsko               | ATP 250       | antuka     | Simone Bolelli    | John Peers Michael Venus                      | 2–6, 5–7                   |
| Vítěz     | 10. | květen 2021    | Parma, Itálie                   | ATP 250       | antuka     | Simone Bolelli    | Oliver Marach Ajsám Kúreší                    | 6–3, 6–3                   |
| Vítěz     | 11. | červen 2021    | Mallorca, Španělsko             | ATP 250       | tráva      | Simone Bolelli    | Novak Djoković Carlos Gómez-Herrera           | bez boje                   |
| Finalista | 5.  | duben 2022     | Estoril, Portugalsko            | ATP 250       | antuka     | André Göransson   | Nuno Borges Francisco Cabral                  | 2–6, 3–6                   |
| Finalista | 6.  | květen 2022    | Lyon, Francie                   | ATP 250       | antuka     | Marcelo Melo      | Ivan Dodig Austin Krajicek                    | 3–6, 4–6                   |
| Vítěz     | 12. | 16. října 2022 | Gijón, Španělsko                | ATP 250       | tvrdý (h)  | Andrés Molteni    | Nathaniel Lammons Jackson Withrow             | 6–7(6–8), 7–6(7–4), [10–5] |
| Vítěz     | 13. | únor 2023      | Córdoba, Argentina              | ATP 250       | antuka     | Andrés Molteni    | Sadio Doumbia Fabien Reboul                   | 6–4, 6–4                   |
| Vítěz     | 14. | únor 2023      | Rio de Janeiro, Brazílie (2)    | ATP 500       | antuka     | Andrés Molteni    | Juan Sebastián Cabal Marcelo Melo             | 6–1, 7–6(7–3)              |
| Vítěz     | 15. | duben 2023     | Barcelona, Španělsko            | ATP 500       | antuka     | Andrés Molteni    | Wesley Koolhof Neal Skupski                   | 6–3, 6–7(8–10), [10–4]     |
| Vítěz     | 16. | červenec 2023  | Washington, D.C., Spojené státy | ATP 500       | tvrdý      | Andrés Molteni    | Mackenzie McDonald Ben Shelton                | 6–7(4–7), 6–2, [10–6]      |
| Vítěz     | 17. | srpen 2023     | Cincinnati, Spojené státy       | Masters 1000  | tvrdý      | Andrés Molteni    | Jamie Murray Michael Venus                    | 3–6, 6–1, [11–9]           |
| Vítěz     | 18. | únor 2024      | Córdoba, Argentina              | ATP 250       | antuka     | Andrés Molteni    | Sadio Doumbia Fabien Reboul                   | 6–4, 6–1                   |
| Vítěz     | 19. | duben 2024     | Barcelona, Španělsko (2)        | ATP 500       | antuka     | Andrés Molteni    | Hugo Nys Jan Zieliński                        | 4–6, 6–4, [11–9]           |
| Finalista | 7.  | říjen 2024     | Šanghaj, Čína                   | Masters 1000  | tvrdý      | Andrés Molteni    | Wesley Koolhof Nikola Mektić                  | 4–6, 4–6                   |
| Finalista | 8.  | březen 2025    | Santiago, Chile                 | ATP 250       | antuka     | Andrés Molteni    | Nicolás Barrientos Rithvik Čoudary Bollípalli | 3–6, 2–6                   |

## Tituly na challengerech ATP
| Legenda                  |
| ------------------------ |
| Challengery (17 D; 29 Č) |

### Dvouhra (17 titulů)
| Č.  | datum            | turnaj                  | povrch | poražený finalista     | výsledek      |
| --- | ---------------- | ----------------------- | ------ | ---------------------- | ------------- |
| 8.  | 6. srpen 2007    | Vigo, Španělsko         | antuka | Marc López             | 6–2, 6–4      |
| 9.  | 13. srpen 2007   | Cordenons, Itálie       | antuka | Mariano Puerta         | 2–6, 7–5, 7–5 |
| 10. | 27. srpen 2007   | Como, Itálie            | antuka | Christophe Rochus      | 7–6, 6–4      |
| 11. | 3. září 2007     | Brašov, Rumunsko        | antuka | Olivier Patience       | 6–4, 6–3      |
| 12. | 7. červenec 2008 | San Benedetto, Itálie   | antuka | Diego Junqueira        | 6–4, 7–6      |
| 13. | 19. leden 2009   | Iquique, Chile          | antuka | Guillermo Hormazabal   | 6–4, 6–4      |
| 14. | 7. březen 2009   | Santiago, Chile         | antuka | Mariano Zabaleta       | 6–4, 6–3      |
| 8.  | 2. října 2010    | Montevideo, Uruguay     | antuka | Pablo Cuevas           | 1–6, 6–3, 6–4 |
| 9.  | 10. října 2010   | Buenos Aires, Argentina | antuka | Pablo Cuevas           | 6–4, 6–3      |
| 10. | 13. března 2011  | Santiago, Chile (2)     | antuka | Éric Prodon            | 7–5, 0–6, 6–2 |
| 11. | 25. září 2011    | Campinas, Brazílie      | antuka | Caio Zampieri          | 6–3, 6–2      |
| 12. | 27. dubna 2014   | Santos, Brazílie        | antuka | Gastão Elias           | 7–5, 6–3      |
| 13. | 15. června 2014  | Blois, Francie          | antuka | Gastão Elias           | 6–2, 6–3      |
| 14. | 29. června 2014  | Padova, Itálie          | antuka | Albert Ramos           | 6–3, 6–4      |
| 15. | 6. června 2015   | Mestre, Itálie          | antuka | Jozef Kovalik          | 6–1, 6–3      |
| 16. | 12. října 2015   | Corrientes, Argentina   | antuka | Diego Schwartzman      | 3–6, 7–5, 6–4 |
| 17. | 22. října 2016   | Santiago, Chile         | antuka | Rogério Dutra da Silva | 6–2, 7–6      |

### Čtyřhra (29 titulů)
| Č.  | datum              | turnaj                      | povrch | spoluhráč                | poražení finalisté                        | výsledek          |
| --- | ------------------ | --------------------------- | ------ | ------------------------ | ----------------------------------------- | ----------------- |
| 1.  | 20. listopadu 2005 | Aracaju, Brazílie           | antuka | Sergio Roitman           | Carlos Berlocq Martín Vasallo             | 6–4, 6–77, 6–3    |
| 2.  | 29. ledna 2006     | Santiago, Chile             | antuka | Sergio Roitman           | Jorge Aguilar Felipe Parada               | 6–4, 6–3          |
| 3.  | 16. dubna 2006     | Florianópolis, Brazílie     | antuka | Sergio Roitman           | Thiago Alves Júlio Silva                  | 6–2, 3–6, [10–5]  |
| 4.  | 13. srpna 2006     | San Marino                  | antuka | Sergio Roitman           | Jérôme Haehnel Julien Jeanpierre          | 6–3, 6–4          |
| 5.  | 29. října 2006     | Montevideo, Uruguay         | antuka | Sergio Roitman           | Guillermo Cañas Martín García             | 6–3, 7–65         |
| 6.  | 4. listopadu 2006  | Aracaju, Brazílie (2)       | antuka | Sergio Roitman           | Tomas Behrend Marcel Granollers           | 7–66, 3–6, [10–6] |
| 7.  | 2. září 2007       | Como, Itálie                | antuka | Simone Vagnozzi          | Flavio Cipolla Marco Pedrini              | 7–65, 6–4         |
| 8.  | 26. října 2008     | Buenos Aires, Argentina     | antuka | Sebastián Prieto         | Thomaz Bellucci Rubén Ramírez             | 7–5, 6–3          |
| 9.  | 12. července 2009  | Scheveningen, Nizozemsko    | antuka | Lucas Arnold Ker         | Thomas Schoorel Nick Van Der Meer         | 7–5, 6–2          |
| 10. | 13. března 2011    | Santiago, Chile (2)         | antuka | Horacio Zeballos         | Guillermo Rivera Cristóbal Saavedra       | 6–3, 6–4          |
| 11. | 21. září 2013      | Campinas, Brazílie          | antuka | Guido Andreozzi          | Thiago Alves Thiago Monteiro              | 6–4, 6–4          |
| 12. | 28. září 2013      | Porto Alegre, Brazílie      | antuka | Guillermo Durán          | Víctor Estrella João Souza                | 3–6, 6–1, [10–5]  |
| 13. | 12. října 2013     | San Juan, Argentina         | antuka | Guillermo Durán          | Martín Alund Facundo Bagnis               | 6–3, 6–0          |
| 14. | 27. října 2013     | Buenos Aires, Argentina (2) | antuka | Diego Schwartzman        | Rogério Dutra da Silva André Ghem         | 6–3, 7–5          |
| 15. | 12. dubna 2014     | Itajaí, Brazílie            | antuka | Eduardo Schwank          | André Sá João Souza                       | 6–2, 6–3          |
| 16. | 26. dubna 2014     | Santos, Brazílie            | antuka | Andrés Molteni           | Guillermo Durán Renzo Olivo               | 7–5, 6–4          |
| 17. | 21. června 2014    | Milán, Itálie               | antuka | Guillermo Durán          | James Cerretani Frank Moser               | 6–3, 6–3          |
| 18. | 5. července 2014   | Todi, Itálie                | antuka | Guillermo Durán          | Riccardo Ghedin Claudio Grassi            | 6–1, 3–6, [10–7]  |
| 19. | 15. listopadu 2014 | Guayaquil, Ekvádor          | antuka | Guido Pella              | Pere Riba Jordi Samper                    | 2–6, 7–63, 10–5   |
| 20. | 25. dubna 2015     | Santos, Brazílie (2)        | antuka | Roberto Maytin           | Andrés Molteni Guido Pella                | 6–4, 7–6          |
| 21. | 5. července 2015   | Todi, Itálie                | antuka | Flavio Cipolla           | Andreas Beck Peter Gojowczyk              | 6–4, 6–1          |
| 22. | 19. října 2015     | Santiago, Chile (3)         | antuka | Guillermo Durán          | Andrej Martin Hans Podlipnik–Castillo     | 7–6, 7–5          |
| 23. | 10. ledna 2016     | Mendoza, Argentina          | antuka | José Hernández Fernández | Horacio Zeballos Julio Peralta            | 4–6 6–3 [10–1]    |
| 24. | 17. ledna 2016     | Buenos Aires, Argentina (3) | antuka | Facundo Bagnis           | Sergio Galdós Christian Lindell           | 6–1 6–2           |
| 25. | 25. září 2016      | Santos, Brazílie (3)        | antuka | Sergio Galdós            | Rogério Dutra da Silva Fabricio Neis      | 6–3 5–7 14–12     |
| 26. | 19. března 2017    | Buenos Aires, Argentina (4) | antuka | Andrés Molteni           | Guido Andreozzi Guillermo Durán           | 6–1, 6–76, [10–5] |
| 27. | 8. července 2017   | Marburg, Německo            | antuka | Fabrício Neis            | Rameez Junaid Ruan Roelofse               | 6–3, 7–64         |
| 28. | 7. října 2017      | Campinas, Brazílie          | antuka | Fabrício Neis            | Gastão Elias José Pereira                 | 6–1, 6–1          |
| 29. | 25. listopadu 2017 | Rio de Janeiro, Brazílie    | antuka | Fabrício Neis            | Marcelo Arévalo Miguel Ángel Reyes-Varela | 5–7, 6–4, [10–4]  |

## Postavení na konečném žebříčku ATP

### Dvouhra
| Rok    | 2000  | 2001   | 2002    | 2003   | 2004   | 2005   | 2006   | 2007   | 2008   | 2009  | 2010   | 2011   | 2012   | 2013   | 2014   | 2015   | 2016   | 2017   | 2018   | 2019–2024 |
| Pořadí | 1334. | ▲ 781. | ▼ 1345. | ▲ 818. | ▲ 516. | ▲ 210. | ▼ 246. | ▲ 124. | ▼ 125. | ▲ 66. | ▼ 141. | ▲ 121. | ▼ 333. | ▲ 158. | ▲ 103. | ▼ 148. | ▼ 150. | ▼ 392. | ▼ 858. | —         |

### Čtyřhra
| Rok    | 2000  | 2001    | 2002    | 2003   | 2004   | 2005   | 2006   | 2007   | 2008  | 2009   | 2010   | 2011   | 2012   | 2013   | 2014  | 2015  | 2016  | 2017   | 2018  | 2019  | 2020  | 2021  | 2022  | 2023  | 2024  |
| Pořadí | 1361. | ▼ 1383. | ▲ 1166. | ▲ 648. | ▲ 497. | ▲ 240. | ▲ 101. | ▼ 157. | ▲ 50. | ▼ 166. | ▼ 179. | ▲ 140. | ▼ 282. | ▲ 186. | ▲ 60. | ▼ 70. | ▬ 70. | ▼ 113. | ▼ 43. | ▼ 34. | ▼ 43. | ▲ 22. | ▼ 45. | ▲ 13. | ▼ 22. |